# Христо Аливантов
Христо Ив. Мусев Аливантов е български революционер, деец на Вътрешната македонска революционна организация.

## Биография
Христо Аливантов е роден в южномакедонския град Гумендже, тогава в Османската империя, днес в Гърция. Като подофицер в гръцката армия организира тайна група на македонски българи, а след разкриването ѝ бяга с 22 души в България през 1923 година. Тогава се присъединява към ВМРО, а след 1928 година застава на страната на михайловистите. Обвинен е за убийството на Евтим Малешевски и Киро Шендов. Убит е на 23 февруари 1933 година в София при престрелка с протогеровиста Иван Шендов.